# Pogonophryne orangiensis
Pogonophryne orangiensis is een straalvinnige vissensoort uit de familie van gebaarde ijskabeljauwen (Artedidraconidae). De wetenschappelijke naam van de soort is voor het eerst geldig gepubliceerd in 1998 door Eakin & Balushkin.